# Maurice Leuvielle

a Compétitions nationales et continentales officielles uniquement.

b Matchs officiels uniquement.
Maurice Leuvielle est un joueur français de rugby à XV, né le 28 juin 1881 à Saint-Loubès, décédé le 14 décembre 1949 à Ambarès-et-Lagrave. Mesurant 1 m 73 pour 79 kg, il a joué au poste de trois quarts aile, puis de troisième ligne aile au Stade bordelais, ainsi qu'en sélection nationale.

## Biographie
Gabriel Maurice Leuvielle naît le 28 juin 1881 à minuit trente au domicile de ses parents situé au hameau des Cavernes à Saint-Loubès (Gironde). Son père, Jean, dit Marcel Leuvielle, né en 1858, (lui-même fils de marchands d’habits), et sa mère, Suzanne Baron (1860-1958), fille d’un tonnelier, sont vignerons. L'infestation du phylloxéra se propageant dans les vignobles bordelais, ses parents le confient lui et son frère à sa grand-mère maternelle et partent refaire fortune aux Amériques.
Il était le frère aîné du cinéaste français Max Linder. Après le suicide du réalisateur, la fortune et l’éducation de la fille unique de Max, Maud Linder-Leuvielle (1924-2017), lui furent confiées mais, rongé par la syphilis (la version officielle attribuant ses crises à d'héroïques faits d'armes pendant la Première Guerre mondiale), l’alcool et la haine envers son frère cadet, il dilapida cet héritage, enterrant sans les protéger les bobines de ses films dans le jardin de sa maison tandis que la belle-mère de Max, par la menace d’un procès, obtint la garde de Maud.

## Palmarès
- 7 sélections en équipe de France A de 1908 (2 mars) à 1909, également sélectionné en 1913 (capitaine face à l'Angleterre), et 1914 (13 avril) ;
- Champion de France en 1907, 1909, et 1911 (année où il fut le capitaine du Stade bordelais en finale, la dernière de l'histoire de ce club) ;
- Finaliste du championnat de France en 1908, et 1910 (capitaine durant cette même finale).

## Galerie

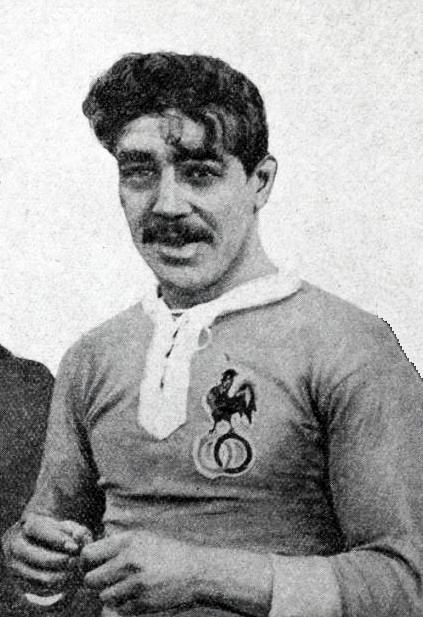
Maurice Leuvielle en 1913, capitaine face à l'Angleterre.
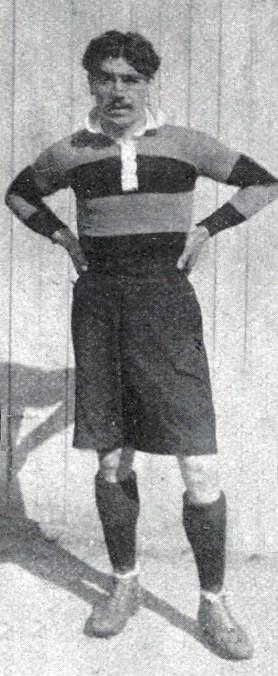
Maurice Leuvielle en 1910, capitaine du Stade bordelais vice-champion de France.